# Бабич, Ростислав Алексеевич
Ростисла́в Алексе́евич Ба́бич (укр. Ростислав Олексійович Бабич; 18 апреля 1937, Ровно, Польша, впоследствии УССР, СССР —  13 февраля 2021, Киев) — советский и украинский дирижёр, композитор, педагог, профессор Национальной академии руководящих кадров культуры и искусств. Народный артист УССР (1988).
Член Ассоциации деятелей эстрадного искусства Украины (1989), член Всеукраинского музыкального союза (1992).

## Биография
Музыкальное образование получил во Львовской консерватории, в 1962 году окончил дирижёрско-хоровой факультет по специальности «дирижёр, педагог».
В 1962—1965 гг. работал преподавателем Тернопольского музыкального училища им. С. Крушельницкой.
В 1975 году окончил факультет оперно-симфонического дирижирования Киевскую государственную консерваторию им. П. Чайковского (класс В. Кожухар).
В 1966—1973 годах — дирижёр Украинского ансамбля «Балет на льду», в 1973—1975 годах — главный дирижёр Киевского мюзик-холла, в 1975—1999 годах — художественный руководитель и главный дирижёр эстрадно-симфонического оркестра Гостелерадио УССР.
С 1989 года работал в Киевском национальном университете культуры и искусств.

## Творчество
Записал более 5000 произведений на украинском радио с эстрадно-симфоническим оркестром Гостелерадио Украины, Москвы, эстрадно-симфоническим оркестром Санкт-Петербурга, Минска.
Автор нескольких десятков песен и инструментальных произведений. Выполнил аранжировки более 500 произведений. Записал музыку к 15 художественным кино- и телефильмам.

## Награды
- 1986 — Лауреат премии им. Н. Островского.
- 1988 — Народный артист Украины.
- 2007 — Международный Биографический Центр в Кембридже присвоил ему, как дирижёру и композитору титул «Один из 100 лучших музыкантов мира».